# Villa Cottrau
Villa Cottrau è una villa storica di Napoli che si erge nel quartiere di Posillipo.
La struttura fu voluta nel 1875 da Alfredo Cottrau: francese da parte di padre, fu tra i più celebri progettisti e costruttori di strade, ponti ed altre strutture; si fece erigere una bella dimora e la creò soprattutto grazie ad un rimaneggiamento di una vecchia casa colonica.

## Villa Cottrau a Capri
Alfredo Cottrau nel 1881 acquisi una villa nei pressi di Matermania, in precedenza utilizzata da monaci. Cottrau fece svariate ristrutturazioni e lavori,ad opera del architetto protorazionalista Ceas, facendola diventare una stupenda dimora immersa nel verde e con una vista su tutta Capri.